# ホワイトロック (映画)
ホワイトロック（原題：White Rock）は、1977年に製作された記録映画。1976年にオーストリアのインスブルックで行われた1976年インスブルックオリンピックの記録映画。

## 概要
オーストリアで開催された大会だが、映画の製作はイギリスとアメリカが共同で行った。スポンサーは集英社、製作協力は電通。
ジェームズ・コバーンが案内役として画面に登場し、各競技を解説した後、その競技の中から選択されたシーンが映される、という構成になっている。

## DVD/CD
- 2008年現在、DVD等のビデオソフトは販売されていない。

- リック・ウェイクマンによる音楽は、映画と同名の「ホワイトロック」というタイトルで発売された。CD化は2003年。